# Brulya
Brulya (románul: Bruiu, németül: Braller) falu és községközpont Romániában, Szeben megye keleti részén. Az 1968-ban létrehozott Brulya község központja. Erdélyi szászok telepítették, temploma a 13. század első felében épült román stílusban, és a 15–16. századokban erődítették. Történetéről kevés feljegyzés maradt fenn. A szászok egészen az 1960-as évekig többségben voltak, utána azonban kivándoroltak, a 2011-es népszámlálás szerint már csak 7 német élt a 419 lelket számláló településen. Fő látványossága a viszonylag jó állapotban fennmaradt brulyai erődtemplom.

## Elnevezése
1307-ben Burutia, 1337-ben Brunwiller, a 15–16. századokban Ballor, Broller, Braller neveken említik. Johann Wolff, a Siebenbürgisch-Sächsisches Wörterbuch egyik szerzője szerint a betelepülő szászok korábbi németországi otthonukról, feltehetőleg a Köln melletti Brauweilerről nevezték el a falut. 1879-ben így írt a név korai okleveles alakjáról: „A [Brunwiller] név a mindennapi használathoz túl hosszú volt őseink számára, így öntudatlanul is a lehető legrövidebb formába hozták, majd a nyelvjárás hangtörvénye alá helyezték. Németországi testvéreink kevésbé voltak erőszakosak a Köln am Rhein melletti falujuk azonos nevével; ma Brauweiler néven nevezik”. Gernot Nussbächer is aláhúzta, hogy a szász telepesek sok alkalommal származási helyük nevét adták több újonnan alapított erdélyi falunak.
Magyar és román elnevezései a 18. századtól kezdve maradtak fenn (Brúllya, Brulya, Burullya, Bruj, Bruji), és a 19. században állandósulnak a Brulya és Bruiu formák. Miután Erdély Románia része lett, Bruiu vált a település hivatalos nevévé.

## Fekvése
Szeben megye keleti részén helyezkedik el. Fogaras municípiumtól légvonalban 21, úton 33 kilométerre nyugatra fekszik, Nagyszeben megyeszékhelytől pedig 45 (úton 60) kilométerre keletre. Vasút nem érinti. Az országutat 1965-ben kövezték le, ezután autóbuszjáratok kötötték össze a közeli városokkal, azonban a népesség hanyatlása, az ingázók számának csökkenése miatt ezek 1988-ig megszűntek.
A gazdag zöldségtermésű, úgynevezett Kampestwänkel (Káposzta-sarok) négy településének legnagyobbja; a másik három falu a szomszédos Mártonhegy, Gerdály, és Kisprázsmár. A Kampestwänkel az Oláhújfalunál jobbról az Oltba ömlő Brulya-patak völgyében fekszik, amely Kisprázsmár felett ered, Brulya alatt magába fogad egy Gerdály felől érkező kisebb patakot, majd délnyugatra tart Mártonhegy felé. Ma Brulya az utóbbi két falu községközpontja, és bizonyos értelemben a Kampestwänkel fő falva.
Az évi középhőmérséklet 8-9 fok, a csapadék 600–650 mm. Bár közel van a Fogarasi-havasokhoz, a környező magas dombok megvédik a hegyek felől érkező erős szelektől, hóviharoktól. A térségre a lombhullató erdők, a tölgyes és a bükkös terület találkozása jellemző. A növényzetet főként tölgy, gyertyán, bükk, éger alkotja, a fauna nagyobb képviselői pedig a szarvasok, vaddisznók, őzek, farkasok, rókák, nyulak.

## Története
Környékén újkőkorszaki, bronzkori, és népvándorláskori leleteket találtak, ezek közül többet a szebeni, a segesvári és a szentágotai történelmi múzeumokban állítottak ki.
Brulya legelső okleveles említése – több más faluéval együtt – a gyulafehérvári káptalan 1307-ben keletkezett oklevelében található, ahol Földvár határait írják le. Ekkor Burutia néven említik, amely valószínűleg a Burulia téves olvasata. A következő írásos feljegyzés a pápai tizedjegyzékben található, ahol az áll, hogy Mathias de Brunwiler az 1332–1335-ös évekre 50 régi banálist fizetett. A faluban található román kori bazilika azonban régebbi, mint ezek az írásos említések; a 13. század első felére datálják, így a falu is legkésőbb ekkor települt.
Brulyáról viszonylag kevés írásos feljegyzés maradt fenn, és ezek is csak kisebb eseményekről szólnak; a falut érintő háborúkat, pusztításokat sehol nem említik. Gernot Nussbächer szerint ez annak tudható be, hogy az egyházközség fontos dokumentumai elvesztek vagy megsemmisültek a háborúk, tűzvészek, és valószínűleg a tárolásuk során elkövetett gondatlanság miatt. Ennek következtében csak keveset tudunk a falu múltjáról.
Brulyát feltehetőleg érintette az 1438-as török betörés, mint sok más helyet Nagysinkszék területén, amelyhez tartozott. Ezt részben alátámasztja, hogy a templom legrégebbi harangja ebből az időszakból származott (a harangöntő Leonardus munkája, aki ebben az időben több harangot öntött, és a nagyszebeni keresztelőmedencét is ő készítette). 1453 őszén megemlítik a bralleri plébánost Hunyadi János egyik levelében. Az 1488-as összeírás 37 háztartást említ, két szegényembert, három pásztort, továbbá egy iskolát és két üres házat. 1506-ban egy haramia bebörtönzése kapcsán vita támadt a nagyszebeni bíró és a fogarasi várnagy között a brulyai lakosok feletti joghatóságról. 1532-ben Brulya a térség legnagyobb falva volt 64 háztartással.
Templomát a 15. század végén erődítették, a 16. században pedig kettős, tornyokkal és bástyákkal ellátott várfallal vették körül. Az építkezést Nagyszeben 1520-ban tíz forinttal támogatta. Ugyanebből az időszakból származik az értékes szárnyas oltár is, melynek oltárfülkéjében Mária szobra áll Jézussal („a brulyai Madonna”). A reformáció során a lakosság, és így a templom is katolikusból evangélikus lett.
1600 körül pestis dühöngött. 1661-ben a falu adóinak kifizetése céljából olyan rendeletet hoztak, hogy minden gazda, aki elhagyja a települést, 25 forintot kell fizessen. 1695-ben 24 elhagyatott házba fogarasföldi románok költöztek. 1707-ben a falu sokat szenvedett a Rákóczi-szabadságharc miatt. 1774-ben a nincstelenek Sava Dumitru vezetése alatt fellázadtak a szász patriciátus és kizsákmányolás ellen.
Évszázadokon keresztül határvitái voltak Gerdállyal. A nagyszebeni számadások 1549-ben jegyeznek fel először egy Brulya és Gerdály közötti vitát. 1587-ben Gerdály lakói újabb pert indítottak, a brulyai határon levő elkerített erdőt kiirtották és a helyet szántófölddé alakították. Az ügyet több fellebbezés után a szász egyetem tárgyalta, amely végül Brulyának adott igazat. A 18. században újrakezdődtek a viták, melyek végül a bécsi udvarig is eljutottak, és 1815-ben egy császári rendelet vetett véget nekik egy kompromisszumos megoldással. A perköltségek mindkét település számára a vitatott terület értékének többszázszorosára rúgtak.
A 19. század második felében az erődtemplom belső várfalát és szentély fölötti védőtornyát lebontották, a mellékhajókat pedig alapjaikból újjáépítették. Az átépítés során nagyrészt megszüntették az épület eredeti román stílusú kialakítását. A 20. század elején a harangtorony védemeletét is elbontották, helyére piramistető került.
Brulya történelmének nagy része során Nagysinkszékhez tartozott, kisebb időszakokig pedig Fogaras vármegyéhez és a nagyszebeni katonai vidékhez. 1876-tól Nagy-Küküllő vármegye szentágotai majd nagysinki járásának része. Az 1920as román hatalomátvétel után Nagy-Küküllő majd Fogaras megye, később Szeben, Sztálin, Brassó régiók része. Az 1968-as közigazgatási reform után a Szeben megyei Brulya község központja lett.
A két világháború harcaiban 18 szász és 11 román esett el. 1921-ben agrárreformot hajtottak végre, a vidék fejlődött, azonban a falu lakói szegénységben éltek. 1930-ban felavatták a községházát, 1931–1932-ben kijavították a templomerődöt. A második világháború utolsó évében, 1945 januárjában a szászokat a Szovjetunióba vitték (1952-ig tértek vissza), vagyonukat elkobozták, házaikat románok foglalták el. 1959-ben termelőszövetkezet alakult. Az 1970-es évektől a környező városok iparosítása és a falusi élet kilátástalansága miatt sokan városra költöztek, majd a rendszerváltás után a németek kivándoroltak. Brulya a 20. század utolsó negyedében népességének több mint felét, és szinte teljes szász lakosságát elvesztette.

## Leírása

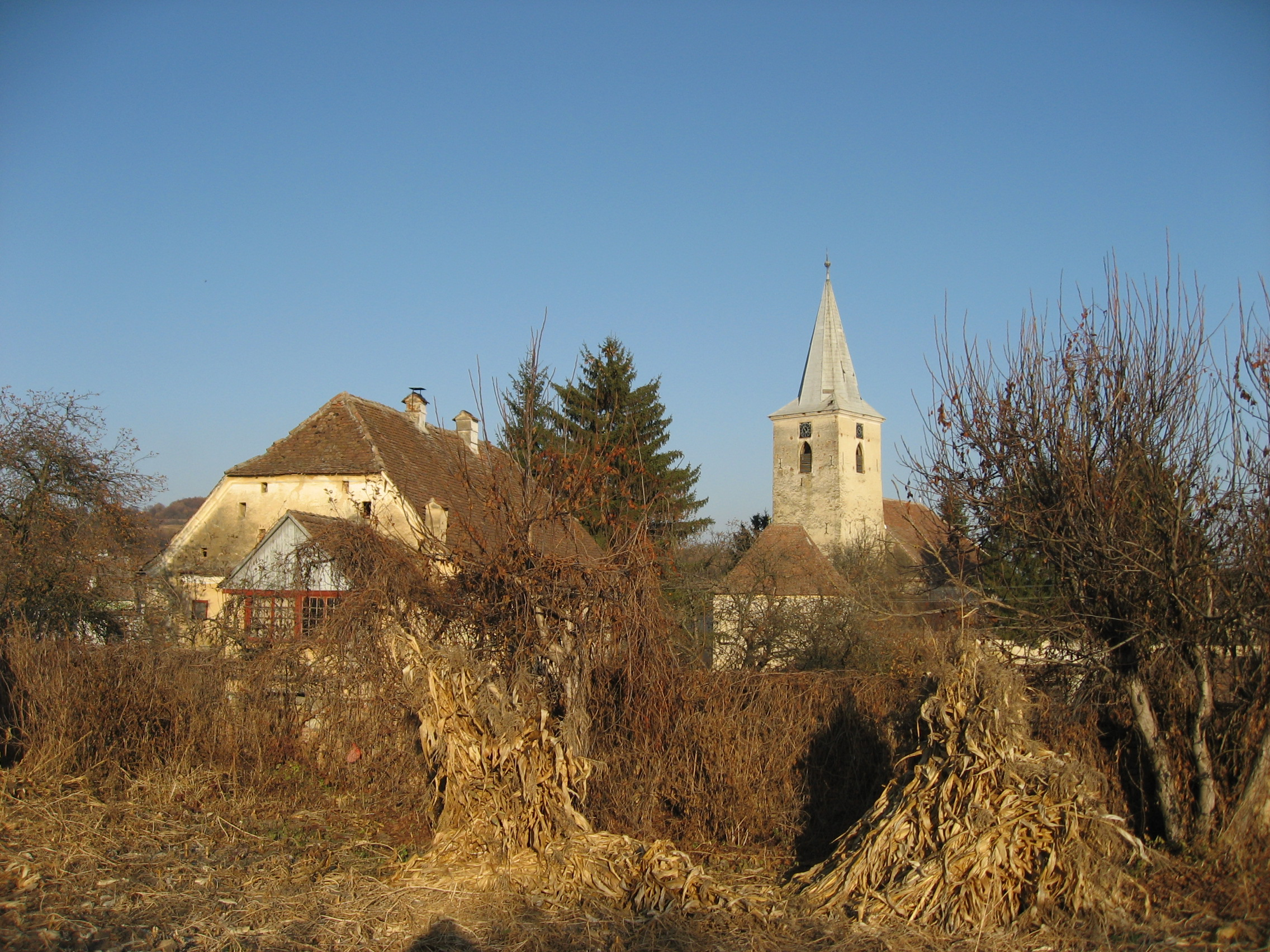
Falukép, a háttérben a szász erődtemplom

A főutca kelet–nyugati irányú, a falu közepén pedig két, rá merőleges utca keresztezi. Az így létrejött téren található az erődtemplom.
A faluban van víz- és áramszolgáltatás, azonban csatornázás és gáz nincs.

### Népesség
1488-ban 37 háztartást számoltak össze, vagyis Brulya közepes méretű falunak számított Nagysinkszékben (a szomszédos Kisprázsmáron ugyanekkor 46 háztartás volt). Közel fél évszázaddal később, 1532-ben a helyzet megváltozott: ekkor már Brulya volt a Kampestwänkel legnagyobb települése (64 háztartás), ezt követte Kisprázsmár (46), Mártonhegy (34) és Gerdály (14).
Románokat a 17. században említenek: 1695-ben a falu 24 üres házába fogarasföldi románok költöztek be. Az 1762-es összeírás 25 román háztartást említ. 1803-ban fatemplomot, majd 1851–1854 között kőtemplomot építettek.
A 19. század közepétől az 1960-as évekig a falu népessége 1000 körül mozgott, német többséggel. 1910-ben 1020 lakosából 519 volt német, 366 román, 118 cigány, 17 magyar. Az 1970-es években mind a németek, mind a románok száma hanyatlani kezdett. 1977-ben 796, 1992-ben 491 (amelyből már csak 58 német), 2011-ben 419 (351 román, 7 német) lélek lakott Brulyán.

### Gazdaság
Agrárfalu, a falubeliek hagyományos foglalkozása a földművelés és az állattenyésztés volt. Nagyrészt megélhetési gazdaságot folytattak, a lakosok saját maguk állították elő a szükségleteket fedező termékeket, a szervezett piaccal való csere pedig rendkívül szórványos volt (a faluban csak évente rendeztek vásárokat). Jellemző volt a kender- és lenfeldolgozás. A kézművességet a fazekasság, asztalosság, szűcsmesterség képviselte, 1928-ban 13 kézműves volt a faluban (hét szász és hat román). 1948 után malmok, műhelyek, pálinkafőzde létesült.
A 21. század elején a fő foglalkozás a mezőgazdaság és az állattenyésztés. A növénytermesztést illetően a takarmánynövények dominálnak, a gabonafélék kevésbé vannak jelen. A megművelt területek a település közvetlen közelében találhatók, a növénytermesztésre használt földterület mintegy 15%-a kihasználatlan állapotban van. Az állattenyésztést a szarvasmarha, juh, sertés, baromfi képviseli. Három szarvasmarhatelep van a községben.

### Oktatás és kultúra

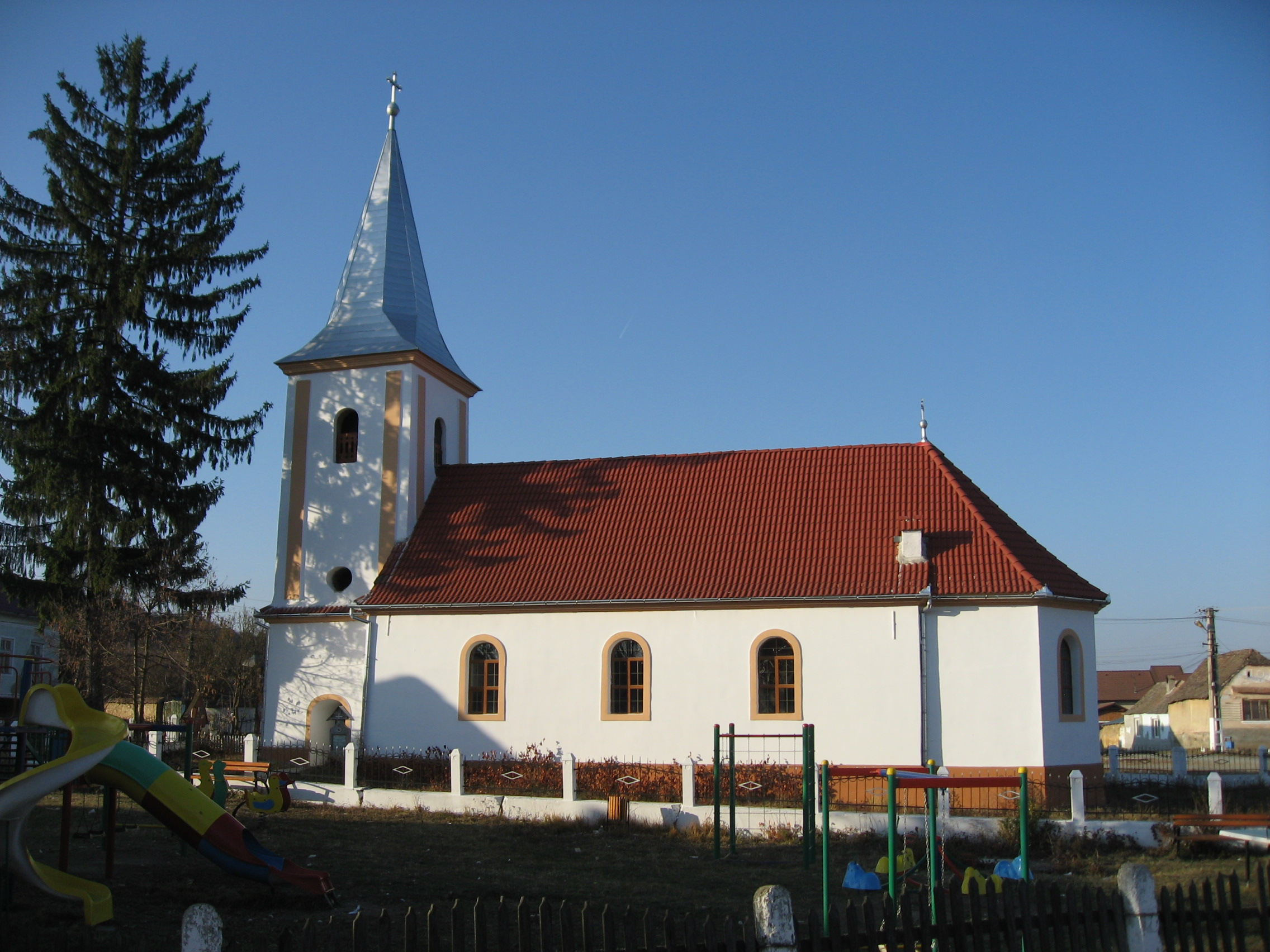
Az ortodox templom

Iskoláját már 1488-ban említik. A reformáció után, a 16. század közepe táján Brulya is a brassói Honterus-gimnázium szellemi bűvkörébe került. A következő diákok jelennek meg az anyakönyvben: Thomas Brollerus (1546), Ambrosius Brollerus (1550), Petrus Schnobel Brollerus (1569) és Emericus Manchen (1571). Ez utóbbi 1576-ban prédikátor lett a saját egyházközségében.
1704-től a szász iskolát korosztályok szerint szervezték, a tanítókat és tanárokat pedig a helyi közigazgatásból választották ki. 1722-től a szászok számára kötelezővé vált az elemi oktatás. A román iskola 1872-ben nyílt meg. Új, 1911–1912 között az erődtemplom mellett emelt iskolaépületét Friedrich Balthes tervezte, azonban a 21. század elején kihasználatlanul, elhagyatottan áll.
Híres lakosai közül megemlíthető Johannes Abrahami, aki a templom lelkésze volt 1697-től 1705-ben bekövetkezett haláláig.

### Látnivalók
Fő látványossága a műemlékként nyilvántartott brulyai erődtemplom, amelyet a 13. század első felében építettek román stílusban. A 15. században erődítették, beltere pedig gótikus jegyeket kapott. A 16. században során kettős, sokszögű várfallal vették körül, melyek közül a külső fal ma is áll, két tornya és négy bástyája van. A 19. században a templomépületet átalakították, oldalhajóit alapjaikból újjáépítették, a harangtorony védelmi galériáját eltávolították. A szászok 20. századi kivándorlása óta elhagyatottan áll. Legjelentősebb berendezési darabja az 1520 körül készült szárnyas oltár volt, melyet a 20. század végén biztonsági okokból átszállítottak a nagydisznódi erődtemplomba.